# Das merkwürdige Verhalten geschlechtsreifer Großstädter zur Paarungszeit
Das merkwürdige Verhalten geschlechtsreifer Großstädter zur Paarungszeit ist eine deutsche Liebeskomödie aus dem Jahr 1998, die unter der Regie von Marc Rothemund entstanden ist.

## Handlung
Die Geschichte des Films besteht aus mehreren Einzelgeschichten, die alle miteinander verbunden sind:
- Der erfolglose und verzweifelte Autor Charly bekommt durch Zufall den Ferrari seines Verlegers in die Hände.
- Charlys Ex-Frau Manuela verliebt sich in Sven, von dem sie zuerst annimmt, er habe ihre Tochter Hanna entführt.
- Sven hat sich das Kind von Manuelas eigentlicher Babysitterin Birgit aber nur als Flirtfaktor ausgeliehen.
- Birgit wiederum hat für das „Kind-Ausleihen“ eine Freikarte für ein Fitnessstudio bekommen, wo sie den Fitnesstrainer Jimmy kennenlernt.
- Die verklemmte Cornelia lernt beim Einkaufen die extrovertierte Hilde kennen und beide stehlen gemeinsam Charlys Wagen.
- Cornelias Sohn Paul bereitet sich inzwischen mit seiner Freundin Sandra auf sein „erstes Mal“ vor.
- Jimmy verliebt sich auf den ersten Blick in Peter, der im Fitnessclub Handzettel für einen Tanzwettbewerb austeilt. Da an diesem Wettbewerb nur gemischtgeschlechtliche Paare teilnehmen dürfen, sucht er händeringend nach einer Tanzpartnerin, um Peter auf dem Wettbewerb näherzukommen. Er findet eine solche schließlich in Birgit. Beim Tanzwettbewerb verlieben sich allerdings Birgit und Peter.
- Manuelas Schwester Tamineh hat Geburtstag und muss diesen alleine verbringen. Auf dem Dach ihres Hauses lernt sie den Italiener Marcello kennen. Dieser ist im Begriff sich umzubringen, da ihn seine Freundin wegen eines anderen Mannes verlassen hat; dieser entpuppt sich wiederum als Taminehs chronisch untreuer Freund.

## Kritik
„Eine reigenartig entwickelte Komödie von spielerisch-verspielter Absichtslosigkeit, die mit eher beiläufigem Charme momenthafte Zustandsbeschreibungen zu einer kurzweiligen, freilich nicht sonderlich tiefschürfenden Unterhaltung verbindet.“

## Auszeichnungen
- Rothemund gewann beim Bayerischen Filmpreis 1999 den Regieförderpreis

## Sonstiges
Der Ferrari im Film ist ein Ferrari Mondial t Cabriolet.